# 日内瓦大学翻译与口译学院
日内瓦大学翻译与口译学院（Faculty of Translation and Interpreting, FTI）是瑞士日内瓦大学的一个学院。

## 历史
日内瓦翻译与口译学院是世界上最古老的翻译和口译教育和研究机构之一。该学院由安托万·韦勒曼于1941年创立，当时名为日内瓦口译学校（Ecole d'interprètes de Genève, EIG）。1972年，翻译学位开始引入，该学院更名为翻译与口译学校（École de traduction et d'interprétation, ETI），2011年更名为翻译与口译学院（Faculty of Translation and Interpreting, FTI）。
EIG最初隶属于文学院，1953年至1955年间从文学院分离出来，最终成为日内瓦大学的一个学院。如今，翻译与口译学院拥有一百多名教师和研究人员。

## 引用
1. 1 2  . www.unige.ch. 2009-07-10  [2024-12-23] （英语）.